# Diana Taylor
Diana Taylor (17 de octubre de 1950) es una académica y teórica del performance estadounidense. 

## Biografía

### Estudios artísticos
Diana Taylor estudió su licenciatura en México, en 1971, en Escritura creativa en la Universidad de Las Américas, A.C. Más adelante estudió en la Universidad de Aix-Marsella. En 1974, realizó una Maestría en Letras Modernas, en la Universidad Nacional Autónoma de México. En 1982, realizó su doctorado en Literatura comparada, en la Universidad de Washington.

### Carrera académica
En 2017 fue elegida Presidenta en la Modern Language Association (MLA). Fundó el Instituto Hemisférico de Performance y Política, con el apoyo de las fundaciones Ford, Rockefeller, Mellon y Henry Luce.
Es fundadora del Instituto Hemisférico de Performance y Política, que incluye a 20 universidades y otros centros de estudios, y fue directora hasta agosto de 2020.

## Premios y reconocimientos
- Beca ACLS Digital Innovation, 2013-2014.[5]
- Beca Guggenheim, 2015.[5]
- Beca de investigación en el Institut d’Etudes Avancée de Paris, 2016-2017.[6]

## Performance
Diana Taylor ha estudiado el performance y ha creado un instituto para estudiar este fenómeno artístico, pero también desde el punto de vista político. En una entrevista señaló sobre el performance: 
Son actos culturales que se realizan con y entre otros. Gestos activistas frente a los peligros que nos rodean… (El performance) es rebelde y transgresor. Transmite presencia y no sólo la representa.
Taylor estudia al performance desde su potencial político y en la forma en la que cuestiona al poder. También hace alusión a la convivencia, a la creación de polis y participación. En este sentido, para Taylor el performance no sólo es una disciplina artística, sino manifestaciones sociales que ocurren en el espacio público, como las manifestaciones en contra de la Organización Mundial del Comercio en 1999, el levantamiento zapatista de Chiapas, el movimiento Occupy Wall Street de 2011, las protestas de Chile, el Movimiento YoSoy132, etc.

Fue con el estudio de los movimientos políticos latinoamericanos, como el de las Abuelas de Plaza de Mayo en Argentina, que Taylor sumó los movimientos sociales al estudio del performance.
Ahí me di cuenta de que tenía que indagar más allá de los confines del teatro, y empezar a pensar en la performance de una manera mucho más amplia, que es a lo que he dedicado el resto de mi carrera.

## Obra
- Theatre of Crisis: Drama and Politics in Latin America, University Press of Kentucky (Lexington, KY), 1991.
- Disappearing Acts: Spectacles of Gender and Nationalism in Argentina's Dirty War, Duke University Press (Durham, NC), 1997.
- The Archive and the Repertoire: Performing CulturalMemory in the Americas, Duke University Press (Durham, NC), 2003.
- Performance. Duke University Press (Durham, NC), 2016.[9]

### Coautoría
- Estudios avanzados de performance (Fondo de Cultura Económica), 2011.[10]